# Ensalada de gallina
La Ensalada de gallina es una preparación gastronómica típica de Venezuela, que junto con el pernil, la hallaca y el pan de jamón conforma el plato navideño venezolano, incluso trasciende la festividad navideña y se consume todo el año, pero la tradición es comerla en la época navideña. Existe también sus variantes tales como cambiar la gallina por pollo.
Una buena ensalada de gallina debe ser firme, que al servir con un cucharón no se desmorone y pueda moldearse. Su preparación es muy simple sólo se requieren papas, zanahorias y gallina, aunque existen otras variantes que responden al gusto de cada quien y en algunos casos a la tradición gastronómica de la región.

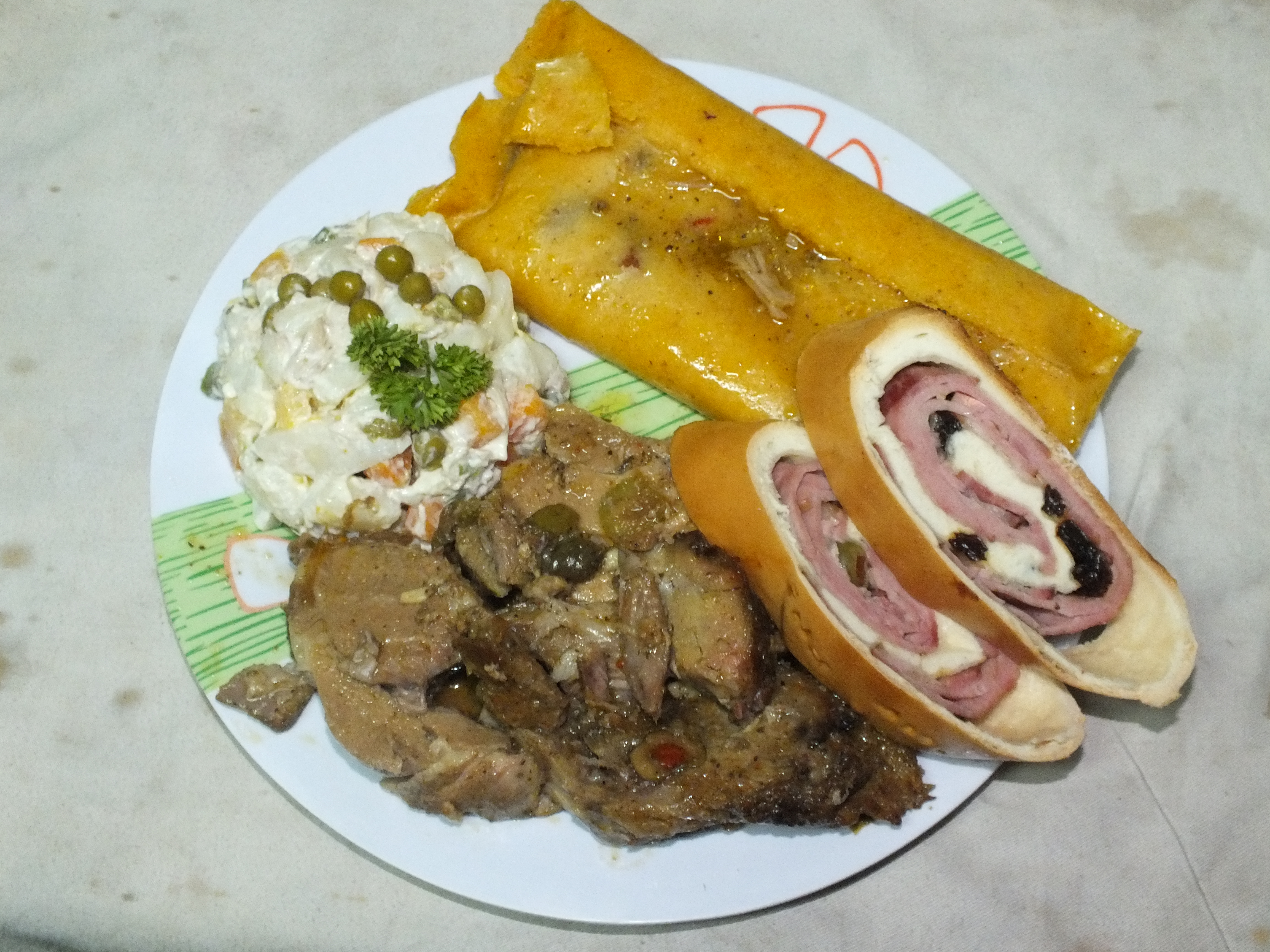
La ensalada de gallina junto con la hallaca, el pan de jamón y el pernil horneado conforman el plato navideño de Venezuela.

Al principio esta receta solo contenía como ingrediente: gallina, zanahoria, papa y la mayonesa, pero con el paso del tiempo ha ido evolucionando y se le ha agregado más ingredientes, tales como los guisantes, la manzana (que también se puede cambiar por uvas verdes), piña en almíbar, y al aderezo que es la mayonesa se le agrega mostaza y limón. Actualmente es muy complicado encontrar gallinas para hacer esta preparación por el cual se ha optado por agregarle pollo, pero de igual manera la gallina sigue estando presente en la preparación. 
El principal aderezo de esta ensalada es la mayonesa, también se le agrega mostaza, salsa inglesa y limón al aderezo para darle más sabor a la ensalada.
La combinación básica sin las frutas es la base para la elaboración de la famosa arepa rellena llamada reina pepiada, la cual se corona con lascas de aguacate (palta); si bien las versiones modernas consisten en mezclar simplemente pollo cocido con mayonesa e igualmente se corona con el aguacate en lascas. Cuando se añade queso gouda rallado en grueso pasa a convertirse en la llamada sifrina.

## Historia
Tiene sus orígenes en los fogones más humildes de Caracas de los techos rojos y aunque su fecha de creación no es exacta, estudios acerca de la materia aseguran que se ubica a principios de los años 40.

## Preparación
1. En una olla con agua suficiente, colocar un cubito de caldo de pollo, un tallo pequeño de ajoporro y la pechuga de pollo. Cocinar por una hora. Una vez listo, dejar enfriar el pollo y esmecharlo en trozos pequeños.
2. Pelar, lavar y cortar en cuadritos las zanahorias y las papas. Poner a hervir en una olla primero la zanahoria, se espera unos minutos y luego se agregan las papas a fuego mediano hasta que ablanden pero que queden firmes.
3. La manzana verde cortarla en cuadritos, también la piña si es que se añade.
4. Aparte se une la mayonesa, la sal y las gotas de limón hasta crear una salsa.
5. Mezclar los vegetales, frutas, guisantes y la mezcla de mayonesa con un movimiento envolvente para no romperlas. Tapar y colocar en la nevera por lo menos unas 2 o 3 horas antes de servir.[4]